# Nello Beccari
Nello Beccari (ur. 11 stycznia 1883 w Bagno a Ripoli, zm. 20 marca 1957 we Florencji) – włoski antropolog i anatom. Jego ojcem był przyrodnik Odoardo Beccari (1843–1920).

## Wybrane prace
- Neurologia comparata, anatomo-funzionale dei vertebrati, compreso l'uomo. Sansoni edizioni scientifiche, 1943
- Genetica. Le Monnier, 1945
- Anatomia comparata dei vertebrati. Sansoni, 1955